# Langues tor-orya
Les langues tor-orya sont une famille de langues papoues parlées en Indonésie, dans le nord-est de la province de Papouasie.

## Classification
Malcolm Ross (2005) propose de rassembler les langues tor-orya, kwerba et le mawes dans une même famille qu'il intitule orya-mawes-tor-kwerba. Haspelmath, Hammarström, Forkel et Bank s'accordent avec Ross sur le constat que la comparaison des pronoms personnels exclut ces langues de la famille de trans-nouvelle-guinée, mais ils ne valident pas la parenté entre les membres du tor-kwerba. Pour eux, la parenté entre l'orya et les langues tor ne fait pas de doute.

## Liste des langues
Les langues tor-orya sont :
- langues tor-orya
  - orya
- groupe des langues tor
  - berik
  - sous-groupe tor de la côte
    - sous-groupe betaf-vitou
      - betaf
      - vitou

    - bonerif
    - dabe
    - jofotek-bromnya
    - keder
    - kwinsu

  - itik
  - kwesten
  - mander
  - maremgi

## Sources
- (en) Malcolm Ross, 2005, Pronouns as a preliminary diagnostic for grouping Papuan languages, dans Andrew Pawley, Robert Attenborough, Robin Hide, Jack Golson (éditeurs) Papuan pasts: cultural, linguistic and biological histories of Papuan-speaking peoples, Canberra, Pacific Linguistics. pp. 15–66.